# Milena Rašić
Milena Rašić (ur. 25 października 1990 w Prisztinie, Kosowo) – serbska siatkarka, reprezentantka kraju, grająca na pozycji środkowej.

## Sukcesy klubowe
Mistrzostwo Serbii:
- 2008, 2009

Puchar Francji:
- 2011, 2012, 2013, 2014

Mistrzostwo Francji:
- 2011, 2012, 2013, 2014

Liga Mistrzyń:
- 2017, 2018
- 2012, 2016, 2021
- 2015

Superpuchar Turcji:
- 2014, 2017

Mistrzostwo Turcji:
- 2016, 2018, 2019, 2021
- 2015
- 2017

Klubowe Mistrzostwa Świata:
- 2017, 2018
- 2016, 2019

Puchar Turcji:
- 2018, 2021

## Sukcesy reprezentacyjne
Letnia Uniwersjada:
- 2009

Liga Europejska:
- 2010, 2011
- 2012

Grand Prix:
- 2011, 2013, 2017

Mistrzostwa Europy:
- 2011, 2017
- 2021
- 2015

Igrzyska Europejskie:
- 2015

Puchar Świata:
- 2015

Igrzyska Olimpijskie:
- 2016
- 2020

Mistrzostwa Świata:
- 2018

## Nagrody indywidualne
- 2011: Najlepsza atakująca Grand Prix
- 2013: Najlepsza środkowa Grand Prix
- 2015: Najlepsza środkowa Final Four Ligi Mistrzyń
- 2016: Najlepsza środkowa Igrzysk Olimpijskich w Rio de Janeiro
- 2016: Najlepsza środkowa Klubowych Mistrzostw Świata
- 2017: Najlepsza środkowa Final Four Ligi Mistrzyń
- 2017: Najlepsza środkowa Grand Prix
- 2018: Najlepsza środkowa Final Four Ligi Mistrzyń
- 2018: Najlepsza środkowa Mistrzostw Świata
- 2018: Najlepsza środkowa Klubowych Mistrzostw Świata